# Elixir

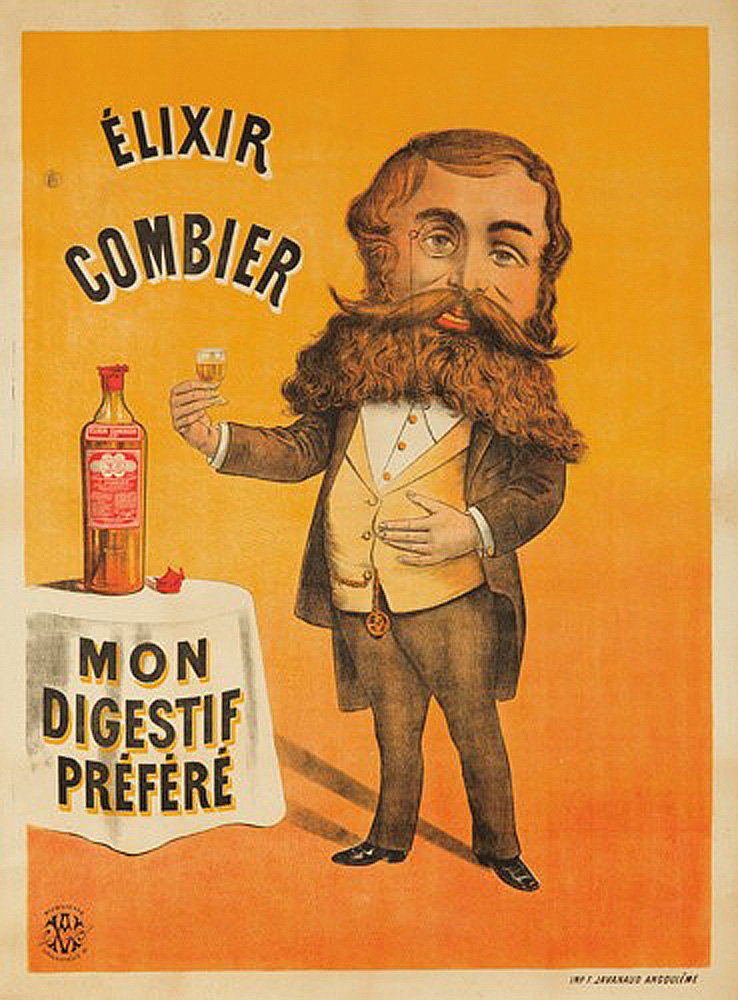
Elixir Combier.

Un elixir  es un líquido de sabor dulce utilizado con fines medicinales para curar enfermedades y que suele contener alcohol etílico. Cuando se usa como preparación farmacéutica, contiene al menos un ingrediente activo.

## Etimología
La palabra elixir es un cultismo derivado del latín «elixir», a través del árabe al-ʾiksīr (الإكسير), que a su vez deriva del griego bizantino ξήριον xḗrion 'polvos para secar heridas', a su vez del griego ξηρός (xērós, “seco”). La palabra ξερός (xerós) deriva del protoindoeuropeo *kseros. Entre sus cognados se incluye el latín serescō, alto alemán antiguo serawēn, Armenio clásico չոր (čʿor), Armenio medio չիր (čʿir) y quizás el Sánscrito क्षार (kṣārá, “agudo, acre”).

## Tipos

### Elixires no medicinales
Se utilizan como disolventes o vehículos para la preparación de elixires medicinales: los aromáticos (USP), los isoalcohólicos (NF) o los elixires compuestos de benzaldehido (NF). El ingrediente activo se disuelve en una solución que contiene entre un 15 y un 50 % de alcohol etílico.

### Elixires medicinales
- Antihistamínicos: Se utilizan en alergias. Están compuestos de maleato de cloramfeniramina (USP) y difenhidramina HCI.
- Sedantes e hipnóticos: inducen la somnolencia y el sueño. Están compuestos por hidrato de cloral para uso pediátrico.
- Expectorantes: Se utilizan para favorecer la tos con esputo. Están compuestos de hidrato de terpeno.
- Miscelánea: elixires de acetaminofeno, utilizados como analgésicos.

## Composición
El alcohol disuelto en el agua y el ingrediente activo de un elixir se utilizan principalmente para:
- solubilizar el/los ingredientes activos y los excipientes,
- retardar la cristalización del azúcar,
- preservar el producto final,
- enmascarar el sabor desagradable del ingrediente activo,
- potenciar el sabor.

Se utiliza la menor cantidad posible de alcohol que disuelva por completo el/los ingredientes activos, ya que las concentraciones altas producen un sabor demasiado intenso.
Un elixir también puede contener excipientes como:
- azúcar o edulcorantes artificiales como gliceroles de azúcares alcohólicos y sorbitol,
- conservantes como parabenos y ácido benzoico, y antioxidantes como Butilhidroxitolueno (BHT) y disulfito de sodio,
- estabilizantes,
- agentes quelantes como ácido etilendiaminotetraacético (EDTA),
- saborizantes y potenciadores de sabor,
- colorantes y saborizantes